# Виль-о-Монтуа
Виль-о-Монтуа́ (фр. Ville-au-Montois) — коммуна во французском департаменте Мёрт и Мозель региона Лотарингия. Относится к  кантону Вильрюп.	

## География
Виль-о-Монтуа расположен в 45 км к северо-западу от Меца. Соседние коммуны: Лекс на севере, Морфонтен на северо-востоке, Фийер на востоке, Жоппекур на юге, Мерси-ле-Ба и Сен-Сюппле на юго-западе, Базай и Буамон на западе.

## Демография
Население коммуны на 2010 год составляло 267 человек.
| 1962 | 1968 | 1975 | 1982 | 1990 | 1999 | 2010 |
| ---- | ---- | ---- | ---- | ---- | ---- | ---- |
| 367  | 378  | 356  | 323  | 282  | 263  | 267  |